# Bờ biển Barbary

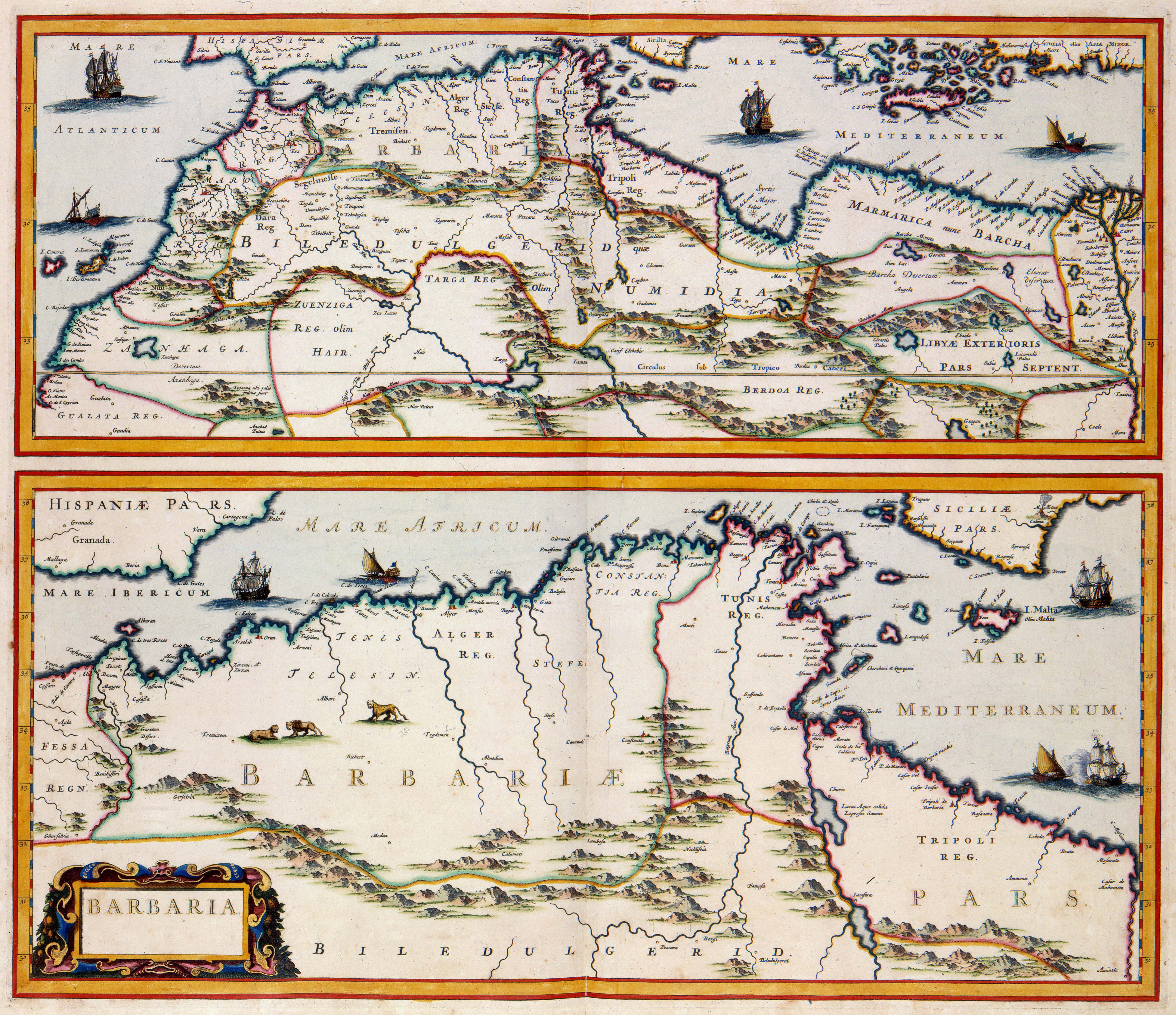
Một bản đồ thế kỷ 17 của nhà vẽ bản đồ người Hà Lan Jan Janssonius cho thấy Bờ biển Barbary, với tên gọi là "Barbaria"

Bờ biển Barbary hoặc Bờ biển Berber đã được sử dụng trong các nguồn tiếng Anh (tương tự như các thuật ngữ tương đương trong các ngôn ngữ khác) từ thế kỷ XVI đến đầu thế kỷ XIX để chỉ các vùng ven biển của Bắc Phi hoặc Maghreb, đặc biệt là các vùng đất biên giới của Ottoman bao gồm các chính quyền ở Tripoli thuộc Ottoman, Algérie thuộc Ottoman và Tunisia thuộc Ottoman cũng như Vương quốc Ma Rốc. Thuật ngữ này bắt nguồn từ tên của người Berber.